# 盧卡·蘇契奇
盧卡·蘇契奇（2002年9月8日—），是一名奧地利出生的克羅埃西亞職業足球員，司職中場。現效力西甲俱樂部皇家蘇斯達，他也代表克羅地亞國家足球隊、克羅埃西亞U21國家隊參賽。

## 俱樂部生涯

### 薩爾斯堡紅牛
2020年7月15日，蘇契奇與薩爾斯堡紅牛續約至2024年夏天。
2021年9月14日，蘇契奇在1-1戰平塞維利亞的比賽中打入了他的第一個歐冠進球。
2022年4月24日，蘇契奇在球隊對上奧地利維也納5-0大勝的比賽中打入一球，賽後隨隊獲得奥地利足球超级联赛冠軍。

### 皇家蘇斯達
2024年8月1日，蘇契奇與西甲俱樂部皇家蘇斯達簽訂了一份為期5年的合同，轉會費為1000萬歐元，外加10%的轉會費條款。同年10月6日，他在對陣馬德里競技的比賽中打進了他的第一個西甲進球，球隊以1-1戰平。 
2025年2月20日，蘇契奇在歐聯盃淘汰賽第二回合對陣中日德蘭的比賽中梅開二度，幫助球隊以5-2獲勝，晉級16強。

## 國家隊生涯
儘管奧地利足球協會對蘇契奇有興趣，而蘇契奇有資格代表奧地利、波斯尼亞和黑塞哥維那以及克羅地亞，但他明確選擇了克羅地亞。
2021年10月9日，由於同鄉马特奥·科瓦契奇停賽，蘇契奇入選克羅地亞國家足球隊，參加2022年世界盃外圍賽對陣斯洛伐克的比賽。10月11日，他在該外圍賽代表國家隊首次亮相，最終以2-2平局告終。

## 個人生活
蘇契奇出生在林茨，父母是從波士尼亞戰爭逃離的布戈伊諾的波斯尼亞和黑塞哥維那克羅埃西亞人。蘇契奇稱自己為哈伊杜克足球俱樂部和巴塞罗那足球俱乐部的粉絲；他也稱卢卡·莫德里奇為他的足球偶像。

## 榮譽

### 俱樂部
薩爾斯堡紅牛
- 奥地利足球超级联赛冠軍：2020–21、2021–22[3]、2022–23賽季
- 奧地利盃冠軍：2020–21、2021–22[10]賽季

### 國家隊
克羅埃西亞
- 國際足協世界盃季軍：2022年[11]

### 個人
- 西甲賽季最佳進球：2024–25賽季[12]

## 生涯數據

### 國家隊
最後更新：2025年6月6日
| 國家隊     | 年分 | 出賽 | 進球 |
| ---------- | ---- | ---- | ---- |
| 克羅埃西亞 | 2021 | 1    | 0    |
| 克羅埃西亞 | 2022 | 3    | 0    |
| 克羅埃西亞 | 2023 | 1    | 0    |
| 克羅埃西亞 | 2024 | 11   | 0    |
| 克羅埃西亞 | 2025 | 1    | 0    |
| 總計       | 總計 | 17   | 0    |

## 外部連結
- Soccerway資料庫：盧卡·蘇契奇